# Plăieșii de Jos
Plăieșii de Jos là một xã thuộc hạt Harghita, România. Dân số thời điểm năm 2002 là 2979 người.